# 张志成
张志成（1971年3月—），男，汉族，安徽界首人，中共党员，中华人民共和国政治人物，现任国家知识产权局副局长。

## 生平
1992年7月毕业于安徽师范大学历史系获历史学学士学位，1995年7月毕业于南开大学历史学系获历史学硕士学位，同年进入原中国专利局工作。历任中国专利局机关党委干部，国家知识产权局专利局党委干部、助理调研员、宣传部部长，国家知识产权局专利局党委副书记。其间于2008年7月获北京大学法学博士学位，2009年4月至2010年3月挂职任湖南省湘潭市人民政府副市长。
2011年4月至2018年9月，任国家知识产权局保护协调司副司长、保护协调司副司长兼知识产权发展研究中心副主任、保护协调司司长。2018年9月，任国家知识产权局知识产权保护司司长。2023年11月，任国家知识产权局人事司司长、一级巡视员。2024年12月，任国家知识产权局党组成员、副局长，兼任人事司司长。2025年1月，任国家知识产权局副局长。